# L'uomo Puccini
L'uomo Puccini è una biografia tematica scritta da Giorgio Magri sul musicista italiano Giacomo Puccini. Dieci capitoli per dieci aspetti della vita del grande compositore: i rapporti con il defunto fratello Michele, con le donne, con i soldi ecc.
Ci doveva essere un undicesimo capitolo, dedicato al rapporto con il figlio Antonio (detto Tonio), ma Simonetta Puccini (figlia di Antonio), presidente degli Studi Pucciniani, negò il consenso per la pubblicazione.

## Edizioni
- Giorgio Magri, L'uomo Puccini, Mursia, 1992,  p. 225, ISBN 88-425-1263-X.